# Stanisław Matosek
Stanisław Matosek (ur. 4 sierpnia 1934 w Budach Łękawickich, zm. 21 czerwca 2019 w Warszawie) – polski dyplomata, ambasador PRL w Syrii oraz PRL/RP w Belgii, pierwszy przedstawiciel Polski przy Wspólnotach Europejskich.

## Życiorys
Stanisław Matosek uczęszczał do szkoły powszechnej w Siennicy, a do liceum w Mińsku Mazowieckim, gdzie w 1952 zdał maturę. W 1956 ukończył studia na Wydziale Dyplomatyczno-Konsularnym Szkoły Głównej Służby Zagranicznej. Bezpośrednio po studiach rozpoczął karierę w Ministerstwie Spraw Zagranicznych, pracując m.in. na stanowisku dyrektorskim. W 1961 wyjechał do Ambasady w Paryżu w stopniu II sekretarza. Pełnił funkcję chargé d’affaires PRL w Algierii w stopniu I sekretarza (1971–1972), ambasadora w Syrii akredytowanego także w Jordanii (1976–1980), Belgii (1984–1990), akredytowanego także w Luksemburgu i od 1989 przy Wspólnotach Europejskich. W 1995 przeszedł na emeryturę. Władał rosyjskim, francuskim, angielskim i hiszpańskim.
W 1985 został odznaczony Odznaką Honorową „Zasłużony Pracownik Państwowy”.
Syn Piotra i Genowefy. Mąż Joanny Szymańskiej-Matosek (1933–2017), specjalistki i autorki prac w dziedzinie ciepłownictwa. Pochowany w Siennicy.